# شنئتشي أوسوا
شِنْئتْشِي أُوسَوا (大沢伸一) الملقب Mondo Grosso ‏(モンド・グロッソ) هو ملحن ودي جي ومنتج موسيقي ياباني.

## وصلات خارجية
- شنئتشي أوسوا على موقع ميوزك برينز (الإنجليزية)
- شنئتشي أوسوا على موقع أول ميوزيك (الإنجليزية)
- شنئتشي أوسوا على موقع ديسكوغز (الإنجليزية)

موقع-الوب الرسمي